# Super Bowl XXII
O Super Bowl XXII foi a partida que decidiu a temporada de 1987 da NFL, realizada no Jack Murphy Stadium, em San Diego, Califórnia, no dia 31 de janeiro de 1988. Na decisão, o Washington Redskins, representante da NFC, bateu o Denver Broncos, representante da AFC, por 42 a 10, garantindo o segundo Super Bowl na história da franquia. O MVP da partida foi o quarterback do time vencedor, Doug Williams. Williams foi o primeiro quarterback afro-americano a receber tal honraria, além de ter sido o primeiro QB negro a vencer um Super Bowl como titular. Esta oi a segunda derrota consecutiva no Super Bowl para os Broncos, que havia perdido para o New York Giants na edição do ano anterior.
Este Super Bowl veio após uma temporada encurtada por uma greve de jogadores. Cada equipe perdeu apenas um jogo da temporada regular devido à disputa trabalhista, mas três jogos foram disputados principalmente com jogadores substitutos até que a disputa fosse resolvida. Isso provou ser particularmente caro para o então campeão do Super Bowl, o New York Giants, que perdeu todos os três jogos com os "jogadores substitutos" e acabaram não sendo classificados para os playoffs. Os Broncos estavam chegando no seu segundo Super Bowl seguido (terceira aparição no geral) após uma temporada regular com dez vitórias, quatro derrotas e um empate, em grande parte através da força de seu quarterback, John Elway. Os Redskins, que estavam na sua quarta aparição no Super Bowl, tiveram onze vitórias e quatro derrotas no ano. Washington era liderado pelo quarterback Doug Williams, que começou a temporada como reserva e havia perdido dois jogos como titular na temporada regular. Ele acabou liderando os Redskins em suas duas vitórias nos playoff e os qualificando para o Super Bowl. Assim, ele foi o primeiro quarterback afroamericano a participar de uma final da NFL desde antes da década de 1960, anterior mesmo ao Super Bowl.
Após começar perdendo por 10 a 0 no final do primeiro quarto do jogo, os Redskins marcaram 42 pontos seguidos, incluindo um recorde de 35 pontos no segundo quarto, quebrando vários recordes de Super Bowl. Doug Williams, que foi nomeado MVP do Super Bowl, completou cerca de 18 de 29 passes para um então recorde do Super Bowl de 340 jardas, além de quatro touchdowns e uma interceptação. Ele se tornou o primeiro jogador na história do Super Bowl para passar para quatro touchdowns em um único quarto, sendo esses quatro num único tempo. Williams foi o primeiro quarterback titular a vencer um Super Bowl.

## Pontuações
1º Quarto
- DEN - TD: Ricky Nattiel, passe de 56 jardas de John Elway (ponto extra: chute de Rich Karlis) 7-0 DEN
- DEN - FG: Rich Karlis, 24 jardas 10-0 DEN

2º Quarto
- WAS - TD: Ricky Sanders, passe de 80 jardas de Doug Williams (ponto extra: chute de Ali Haji-Sheikh) 10-7 DEN
- WAS - TD: Gary Clark, passe de 27 jardas de Doug Williams (ponto extra: chute de Ali Haji-Sheikh) 14-10 WAS
- WAS - TD: Timmy Smith, corrida de 58 jardas (ponto extra: chute de Ali Haji-Sheikh) 21-10 WAS
- WAS - TD: Ricky Sanders, passe de 50 jardas de Doug Williams (ponto extra: chute de Ali Haji-Sheikh) 28-10 WAS
- WAS - TD: Clint Didier, passe de 8 jardas de Doug Williams (ponto extra: chute de Ali Haji-Sheikh) 35-10 WAS

3º Quarto
- Não houve pontuação

4º Quarto
- WAS - TD: Timmy Smith, corrida de 4 jardas (ponto extra: chute de Ali Haji-Sheikh) 42-10 WAS